# Mario Clash
Mario Clash is een Virtual Boy-spel gemaakt door Nintendo in 1995. Het doel is om alle vijanden in een bepaald level te verslaan. Dit kan men doen door hen te raken met een Koopa-schild, waarvan er altijd twee zijn. Wanneer één schild weggaat, verschijnt een ander schild in zijn plaats. De meerderheid van Mario's vijanden moet worden verslagen door ze te raken van de zijkant (dat wil zeggen een schild gegooid vanaf de voorgrond terwijl de vijand op de achtergrond staat of omgekeerd). Ondanks dat Nintendo het spel erg had gepromoot, faalde het spel in de verwachtingen, met name vanwege het gebrek aan een mogelijkheid om op te slaan tussen de delen.